# 走査型トンネル分光法
走査型トンネル分光法（そうさがたトンネルぶんこうほう、Scanning tunneling spectroscopy）とは、走査型トンネル顕微鏡の探針を使用して試料の表面の状態を分析する手法。原子スケールの分解能で試料の局所的な電子状態密度に対応したトンネルスペクトルが得られる。

## 概要
走査型トンネル顕微鏡の開発と同時期に開発された。